# Аид Ал Карни
Аид бин Абдуллах Eл Карни (арап. عائض القرني; 30. децембар 1959. године) је саудијски писац, песник и исламски проповедник. Aутор је многих књига, говора, аудио и видео предавања, укључујући лекције, предавања, вечери поезије и књижевне семинаре. Књига „Не тугуј“ сматра се Ел Карнијевим најистакнутијим когнитивним производом, пошто је продата у више од десет милиона примерака.

## Биографија
Ал Карни је рођен 30. децембра 1959. године, у селу Ал Шурај у покрајини Балкарн, Саудијска Арабија. Стекао је универзитетску диплому на Факултету основа религије на Исламском универзитету '''Имама Мухамеда бин Сауда''. Затим је магистрирао Хадис на Имамском универзитету 1998. године, а затим докторирао на Имамском универзитету 2003. године са насловом „Разумевање проблема у сажетку Сахиха Муслима од стране Ел Куртубија, студије и истраживање. ” Ал Карни је седам година проучавао Послаников хадис на Исламском универзитету Имама Мухамеда бин Сауда. Био је генерални секретар Фондације за медије и издаваштво ''Не тугуј''.

## Научно штиво
Научио је напамет Часни Кур'ан, самим тим је постао хафиз. Проучавао је Маклуфов Тефсир Ал Џелалејн и Ал Муфрадат, затим је проучавао и Ибн Кетиров Тефсир и поновио га много пута. Такође је проучавао велики део Ал Табаријевог Тефсира. Проучавао је и тумачење Ал Куртубија, на крају се задовољио систематским проучавањем Фатх Ал Кадир од Ал Схавканија. Што се тиче тумачења хадиса, он је своју пажњу усмерио на Ал Дурр Ал Мантхур од Ал Суиутија.
Што се тиче наука Кур'ана, он је проучавао Ал Бурхан од Ал Заркасхија, Ал Иткан од Ал Суиутија и других. Што се тиче хадиса, он је проучавао Булугх Ал Марама више од педесет пута док није научио књигу напамет, проучавао је и Умдат Ал Ахкам и предавао је студентима знања у џамији. Што се тиче Сахиха Ал Бухарија (хадис), и њега је изучавао, а такође је изучавао и Сахих Муслим (хадис) са објашњењем Ал Навави.

## Научна делатност
Ал Карни се посветио проповедању, посетио је многе земље, присуствовао десетинама конференција и написао више од осамдесет књига, од којих је најпознатија књига ''Не тугуј'', која је продата у више од 10 милиона примерака и преведена на неколико језика. Поред те књиге написао је и ”Најсрећнија жена на свету”, ”Љубавни водичћ, ''Вртови радости'', ''Прича о поруци'', ''Највећи затвореник у историји'', ''Цар песника'', ''Ал Карни је такође завршио писање Исламске енциклопедије. Учествовао је у пет телевизијских емисија о тумачењу, хадису, биографији, култури и књижевности. Има више од хиљаду исламских касета са проповедима, лекцијама, предавањима, вечерима поезије и књижевним семинарима.

### Књиге
Ал Карни је писао о хадису, јуриспруденцији, књижевности, а његова најпознатија књига била је књига Не тугиј. Међу његовим објављеним књигама су:
- Инспиришући свет
- Ислам и савремена питања
- Круна хвале
- Тридесет кључева за срећу
- Џамијски часови у рамазану
- Знај да нема бога осим Аллаха
- Идеална заједница
- Данашња јуриспруденција
- Вечно чудо
- ''Читај у име Господа свога'' (икре бисми рабике ел ала)
- План
- Трансценденција
- Будите најсрећнији међу људима
- Бичеви срца
- Дечаци који су веровали у свог Господа
- Ово нам је учитељица рекла
- Од монотеисте до атеисте
- Цар песника
- Откровење памћења
- Онима који су починили екстраваганцију против себе
- Тумач Суннета.
- Дивне баште
- Не тугуј[1]
- Жртве љубави
- Нека те Бог чува
- Најслађа поезија
- На обали Ибн Тејмије
- Најсрећнија жена на свету
- Ја се смешим
- Млади људии који су се вратили Богу
- Тридесет лекција за оне који посте
- Како тражити знање